# Polom (Gornji Milanovac)
Pour les articles homonymes, voir Polom.

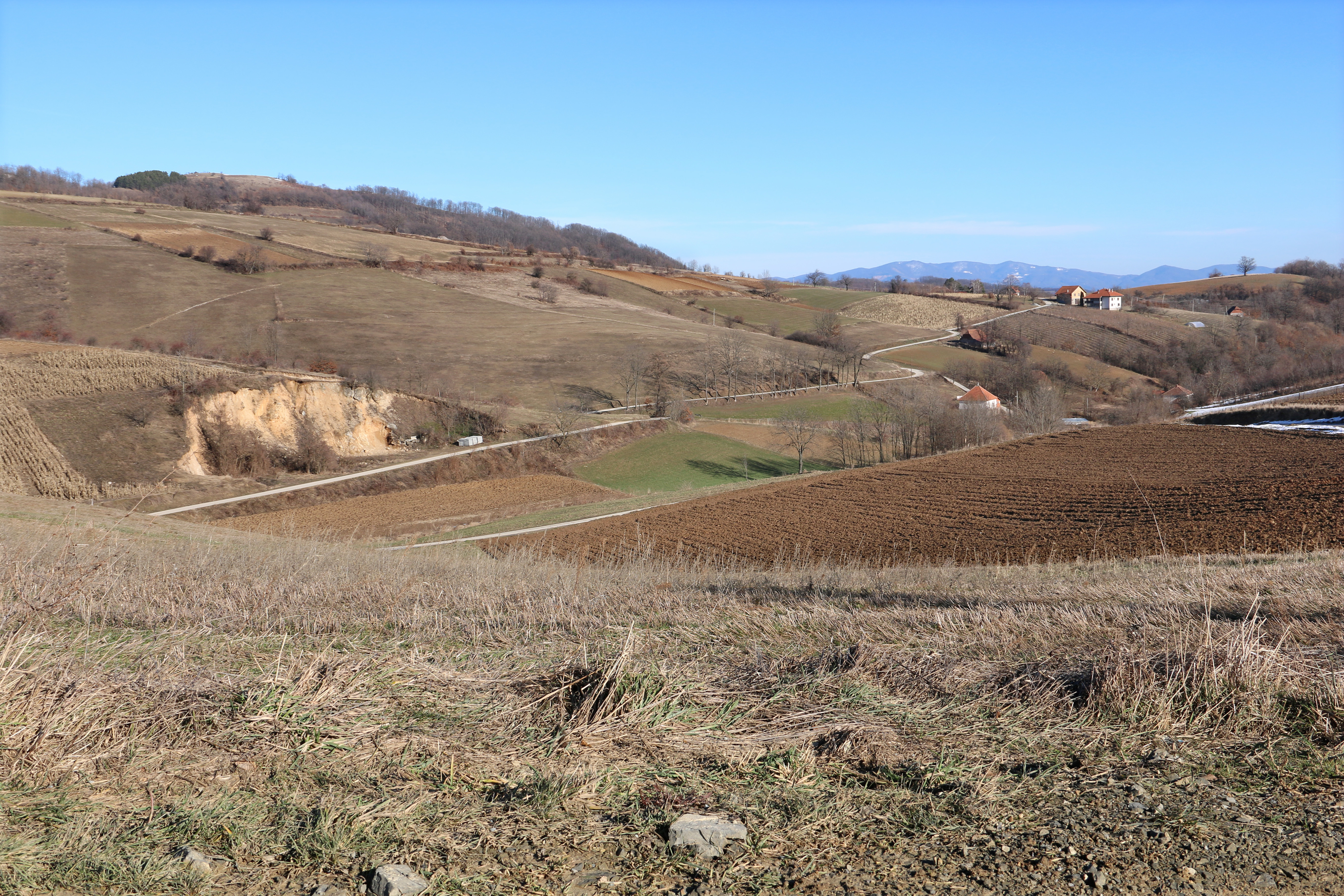

Polom (en serbe cyrillique : Полом) est un village de Serbie situé dans la municipalité de Gornji Milanovac, district de Moravica. Au recensement de 2011, il comptait 249 habitants.

## Démographie
| 1948 | 1953 | 1961 | 1971 | 1981 | 1991 | 2002 | 2011 |
| ---- | ---- | ---- | ---- | ---- | ---- | ---- | ---- |
| 628  | 649  | 569  | 489  | 427  | 355  | 275  | 249  |

|  |